# Oost Gelre
Oost Gelre là một đô thị ở Achterhoek, phía đông Hà Lan. Ngày 1 tháng 1 năm 2005, các đô thị Groenlo và Lichtenvoorde đã được sáp nhập và lập đô thị mới Oost Gelre, được gọi là Groenlo cho đến ngày 19 tháng 5 năm 2006.

## Các trung tâm dân cư
- Eefsele
- Groenlo
- Harreveld
- Lichtenvoorde
- Lievelde
- Mariënvelde
- Vragender
- Zieuwent
- Zwolle (Gelderland)